# Jans
Jans es una comuna francesa situada en el departamento de Loira Atlántico, en la región de Países del Loira.

## Demografía
| 1145 | 1076 | 991 | 1023 | 1041 | 989 | 1391 |
| Para los censos de 1962 a 1999 la población legal corresponde a la población sin duplicidades (Fuente: INSEE [Consultar]) |      |     |      |      |     |      |